# Swedish Touring Car Championship 1996
Swedish Touring Car Championship 1996 var den första säsongen av standardvagnsmästerskapet Swedish Touring Car Championship. Mästare blev Jan "Flash" Nilsson.
Säsongen 1996 hade Jan "Flash" Nilsson övertygat Volvo att satsa på ett standardvagnsmästerskap även i Sverige. Det fanns bara fem "riktiga" Super Touring-bilar på startlinjen. Volvo, med Nilsson bakom ratten dominerade säsongen och vann klart före Thomas Johansson i en BMW. På tredje plats kom Mikael Dahlgren i en Mercedes. Den bilen var en så kallad Nordic Touring men tävlade tillsammans med Super Touring-bilarna.

## Team och förare
| Bilmärke              | Team                | Nummer | Förare              |
| --------------------- | ------------------- | ------ | ------------------- |
| Volvo 850 GLT         | Bima Motorsport     | 79     | Jan "Flash" Nilsson |
| Ford Mondeo Ghia      | Bima Motorsport     | 82     | Elisabeth Nilsson   |
| BMW 318is             | BMW Dealer Team     | 77     | Thomas Johansson    |
| BMW 318is             | Georg Bakajev       | 55     | Georg Bakajev       |
| BMW 318is             | Sällfors Motorsport | 76     | Torbjörn Sällfors   |
| Ford Sierra           | Sällfors Motorsport | 75     | Andreas Boström     |
| Mercedes 190E         | Team Valvoline      | 4      | Mikael Dahlgren     |
| Mercedes 190E         | Lejtorp Racing      | 26     | Eric Persson        |
| Mercedes 190E         | Marksam Racing AB   | 6      | Jonas Lundberg      |
| Mercedes 190E         | Bengt Winberg       | 32     | Bengt Winberg       |
| Opel Vectra GT        | Jan Brunstedt       | 81     | Jan Brunstedt       |
| BMW M3                | Matador Racing      | 72     | Hasse Berglund      |
| BMW M3                | Tomas Nyström       | 7      | Tomas Nyström       |
| BMW M3                | Anders Svensson     | 9      | Anders Svensson     |
| BMW M3                | Thomas Hall         | 74     | Thomas Hall         |
| BMW M3                | Elab Data AB        | 21     | Torbjörn Holmstedt  |
| Vauxhall Cavalier GSi | Bohlin Racing       | 25     | Nigel Smith         |
| Volvo 960             | Bridgestone Sweden  | 8      | Ulf Palm            |
| Ford Sierra           | Håkan Malmborg      | 10     | Håkan Malmborg      |
| Renault Laguna        | Anders Larsson      | 71     | Anders Larsson      |

## Slutställning

### Förarmästerskapet
| Plats | Förare              | Poäng |
| ----- | ------------------- | ----- |
| 1     | Jan "Flash" Nilsson | 169   |
| 2     | Thomas Johansson    | 143   |
| 3     | Mikael Dahlgren     | 132   |
| 4     | Jan Brunstedt       | 122   |
| 5     | Eric Persson        | 103   |
| 6     | Hans Berglund       | 84    |
| 7     | Georg Bakajev       | 73    |
| 8     | Elisabeth Nilsson   | 70    |
| 9     | Tomas Nyström       | 37    |
| 10    | Jonas Lundberg      | 36    |
| 11    | Nigel Smith         | 35    |
| 12    | Ulf Palm            | 27    |
| 13    | Anders Svensson     | 24    |
| 14    | Håkan Malmborg      | 22    |
| 15    | Torbjörn Sällfors   | 19    |
| 16    | Bengt Winberg       | 19    |
| 17    | Anders Larsson      | 10    |
| 18    | Thomas Hall         | 6     |
| 19    | Andreas Boström     | 5     |
| 20    | Torbjörn Holmstedt  | 5     |